# 馮永發
馮永發(英語：Thomas Fung Wing Fat, 1951年—)，出生於英屬香港；籍貫廣東順德；國籍加拿大。

## 家庭
他是香港已故著名銀行家馮景禧的長子。 也是一位加拿大華裔創業家。他是加拿大新時代集團(Fairchild Group)的創辦人、主席和行政總裁。被譽為香港富豪後代和加拿大中文傳媒大亨。目前居於加拿大温哥華。
馮永發的個人成就，對加拿大華人移民、温哥華市和列治文市的發展皆有深遠的影響以及重大的貢獻。

## 青年時代
馮永發於1967年隨家人移民加拿大温哥華。一年後他的父母馮景禧和梁寶旋就回流香港繼續自己的事業。留下了他和弟妹(二弟馮永祥、三妹馮綺雯和幼妹馮綺玲)在温哥華渡過了中學和大學時代。
移民後，15歲的馮永發在Magee Secondary School讀中學。畢業後曾經到過日本學做西餅。
1970年，18歲的馮永發進入卑詩大學修讀商科並在1973年畢業。
1974年回流香港加入父親旗下的新鴻基證券出任執行董事。但他似乎不太喜歡有關財經的工作。一年後父親馮景禧委派了馮永發到紐約美林證券(Merrill Lynch )的東方部門受訓，但華爾街緊張的生活氣氛讓他吃不消，因此，當馮有一天半天的假期就會飛回去自己的成長地-温哥華去渡假和充電。所以在那幾年間，他都是香港、紐約和温哥華不停地來回穿梭。

## 投入電影世界
1975年，馮白天在美林證券（Merrill Lynch）的東方部門工作。晚上則前往美國紐約大學的夜校修讀電影並於1976年畢業。
1976年馮永發再次回到香港，雖然父親再次安排馮出任新鴻基證券執行董事，但在美國修讀完電影之後，馮已在急不及待，在新鴻基證券的工作以外，同時投入了電影世界。
1978年，馮曾經融資製作了一部由羅渣摩亞主演的西片《野天鹅追殺令 (The Wild Geese)》
1980年-1984年馮成為電影監製，監製過不少香港電影，包括：
- 《第一類型危險》——（徐克執導）
- 《鯊魚燒賣》——（伊雷主演）
- 《花劫》——（于洋，主演）
- 《風生水起》——（徐小明執導）

在製作電影的同時，馮仍是新鴻基證券的執行董事。

## 成家立室
馮永發在那幾年間認識了前香港模特兒陳文苓並在不久之後結婚。1982年誕下两子馮尚賢、馮尚禧。
由於馮永發實在無心在財經界發展，而馮氏夫妻兩人皆嚮往加拿大的生活。所以決定回歸馮的成長地温哥華定居。

## 回歸温哥華
1984年，馮永發一家三口離開香港，定居温哥華。並正式脫離了父親在新鴻基集團的一切祖業(此後馮景禧的事業就由其弟馮永祥繼承了。)由搬回温哥華開始，馮永發進入了自己的新天地，開闢了完全屬於自己的事業王國。
1985年，馮自回歸温哥華後的首項投資是在温哥華市西區開設一家影樓，經常把影樓專業的場地和設備租給傳媒機構如電影公司或雜誌社去製作節目或寫真。另外也兼營攝影興趣班及售賣相機。
1986年當影樓的業務穩定下來，馮又展開了他的第二項投資，就是在其影樓的樓下開設了一家日式西餅店-新之美餅店(Saint Germain Bakery)，那是當時温哥華首家以亞洲特色(日式)為主题的西餅店。因為馮在中學畢業後曾經到過日本學做西餅。 所以西餅店的業務很快就掌握起來，他有3家分店直到今天。

## 發展地產項目
從1984年到1997年間，馮永發在大温哥華地區及其他加拿大城市投資發展過12個地產項目，總共動用過15億6千萬加元。當中大部分地產項目皆在市導暢旺時轉售給其他集團公司或個人。因此令馮賺到不少。 （页面存档备份，存于） 這些已轉售的地產項目其中較著名的有以下各項：
- 風釆閣(Fairchild Court on Cambie)--温哥華市西區的一個中密度住宅區，目前已轉售。 （页面存档备份，存于）
- 百家店(Parker Place)--列治文市市中心的一個華人購物商場，目前已轉售。       （页面存档备份，存于）
- 太古廣場--大多倫多地區士嘉堡市的一個華人購物商場，目前已轉售。 （页面存档备份，存于）
- 新時代廣場(Fairchild Plaza)--温哥華市百老滙西街和甘比街交界的一個複合式商場，有各式食肆。也是新時代電視、城市電視和加拿大中文電台温哥華總部的前址。已柝捨和地皮已被轉售，目前已被其他集團發展新物業。 （页面存档备份，存于）

## 發展港式商場
在十幾個發展項目當中，最令人囑目，及對大温哥華地區後來的發展最影響深遠的，就是在1989年落成的香港仔中心(Aberdeen Centre)，也就是後來在2003年擴建和重建的時代坊(Aberdeen Centre)的前身。 （页面存档备份，存于）
在香港仔中心(Aberdeen Centre)落成之前，其所在地列治文市當時只是一個温哥華市郊的衛星城鎮，並且以農業為主。知名度也不高。不過，馮永發忽然有奇想，他覺得當時的加拿大華人在購物消閒的選擇非常有限，要購買一些和香港或亞洲有關的東西動撤要前往唐人街。於是便構思一個港式商場，意圖把加拿大華人懷缅的港人繁華生活搬過來。建立一個一站式的港式購物商場。於是，香港仔中心便在1989年於列治文市的西北端落成了。 （页面存档备份，存于）
起初，這個香港仔中心項目的發展並不順利，因為當時的人尤其是華人皆認為加拿大的華人市場實在太小，根本沒有人會留意到這個所謂的「港式商場」。再加上選址也為人所垢病，因為列治文市和温哥華距離路途遙遠以及交通不便。所以，香港仔中心的商鋪租貸初時是無人問津的，不過馮永發卻堅持信念，以不變應萬變，最终不可能的事變成可能。 （页面存档备份，存于）
首先，他聯絡了他的朋友在其商場開設了一個保齡球場，跟著自己也開設了一間電影院，之後就把所有空置的鋪位先後設立各式商店例如餐廳、酒樓、日本料理、郵局、照片沖印中心、影視專門店等等，其後在1992年馮旗下的新時代集團收購了AM1470之後也進駐於此。 （页面存档备份，存于） 於是馮永發成為了既是業主又是租客的雙重角色。由他創立的各式商店都辦得有聲有色。漸漸地，商場的人流越越多，聰明的馮看準了當時的移民潮把部分成功和賺錢的商號賣出。較著名而已售出的商號如下所列：
- 犀牛屋餐廳和尖東酒樓—已結業，但發展出尖東飲食集團並在大温哥華地區開設各式食肆。
- 新寶戲院—已結業，但發展出台灣龍祥集團的加拿大分公司。

## 列治文引入華人移民潮
自從香港仔中心成功發展為人流不斷的港式商場之後，其鄰近地區紛紛被各大集團購地和仿效發展，幾年之間，各個大大小小的港式商場如雨後春筍般相繼出現，包括：
- 時代廣場(Fairchild Square)--1991年落成，由馮永發旗下新時代集團發展至今。
- 百家店(Parker Place)--1992年落成，由馮永發旗下新時代集團發展，後來轉售給其他集團至今。 （页面存档备份，存于）
- 統一廣場(President Plaza)--1993年落成，由台灣統一集團發展至今。
- 八佰伴中心(Yaohan Centre)--1993年落成，由日本八佰伴發展，後來被台灣統一集團收購至今。
- 中環廣場(Central Plaza)--1994年落成。
- 新城市廣場—1995年落成。
- 置地廣場—1995年落成。
- 太古廣場—1996年落成。
- 帝國中心—1996年落成。
- 柏麗廣場—1997年落成。
- 金鐘廊—1997年落成。

從1990年-1997年間，此地吸引了大批華人和亞洲人移民到此投資、經商和定居。因著良性循環的影響，列治文三號路(No. 3 Road)、亞歴山大路(Alexandra Road)和橋榛路(Hazelbridge Road)一帶又發展成中國大江南北、亞洲各地美食餐館和商店林立的商業街，列治文的市中心正式成型，因著人口不斷增加，列治文也逐漸成為了一個和温哥華連成一線的大城市。目前，列治文華人人口已佔據總人口的40%(亞洲人人口佔60%)。
 （页面存档备份，存于）
 （页面存档备份，存于）

## 擴建商場
2000年開始，當列治文市已經漸趨繁華的時候，香港仔中心的領導性和獨特性已經被四週五花百門的華人商場所蓋過。為了奪取商場業的發展先機，馮永發開始構思了一個新方案，就是把商場拆卸然後重建一座更大的國際級購物商場。當時馮不惜向市政府要求修改道路而使地皮增大以使其新的商場可以擴建成比舊的大三倍。他計劃把新的商場打造成一個充滿國際品牌的主流商場。這項工程耗資一億三千萬加元，由溫哥華譚秉榮建築事務所設計。
2002年，香港仔中心終被柝捨，及至2004年2月新的商場正式落成。馮永發認為，當時列治文市華人移民的結構開始轉型(香港新移民漸少，但中國大陸移民卻不斷增多)為因應市場需要，他把香港仔中心易名為時代坊，但英文名稱Aberdeen Centre依舊不變。
雖然，在建築物重建的硬件得以順利進行及落成。但因為2003年香港的非典型肺炎事件嚴重影響到當時的亞洲和加拿大甚至美國的經濟，很多北美洲國際品牌的零售店撤消進駐時代坊。馮永發再次面對當初建立香港仔中心時的同樣問題。就是沒有租客。 （页面存档备份，存于）
不過靈活的馮繼續以不變應萬變，他首先以特許經營的方式引入日本著名的大創百貨(馮擁有51%股權，大創49%)，然後再引入佐丹奴、味自慢(Ajijiman)、Beard Papa's麦の穂日式泡芙工房、Osim家用電器、吉蒂貓尊門店等亞洲著名品牌。另外繼續自行經管多個行業的商店包括餐廳、時裝店、家俱店、家居用品、文具、精品等等。 （页面存档备份，存于）
目前一些經營成功又已轉售的商號包括：
- 七重天餐室—已轉售並繼續經營
- 四季火煱—已轉售並易名為滾1滾火煱

另外，幾個馮永發旗下的公司也把總部或分部進駐於此：
- 2006年--加拿大中文電台(總部)
- 2006年--新時代電視(總部)
- 2008年—Sealand Air Flight Centre飛行訓練學校(分部)

雖然時代坊今天的發展與馮當初的計劃有所不同，但卻產生了一些新的正面影響：
- 成為列治文市一個鮮明的地標。
- 繼續帶動該區成為大温地區一個形象鲜明的旅遊點(北美洲的亞洲城)，帶來大批美國及其他地區的遊客。
- 為新舊移民或居民創造大量就業機會。
- 為新舊移民創造商機。

因為列治文市得以發展，源頭來自馮永發發展的香港仔中心(Aberdeen Centre)。所以當地政府其後更將市中心一帶的地區命名為「鴨巴甸」(Aberdeen)也就是香港仔中心的英文名。而2009年才通車的捷運加拿大線(Canada Line)也有一個時代坊站(Aberdeen Station)在時代坊的旁邊。 （页面存档备份，存于）
馮永發雖然不是一個政治家、外交家；也不是一個市長或城市規劃員，但他對大温地區的發展和華人生活在加拿大的地位和尊嚴，發揮了文化和經濟上翻天覆地的影響作用。

## 成為傳媒大亨
雖然馮永發在投資和創業上非常成功。但其實這些都並非他的個人理想，他的理想其實是發展娱樂事業。從1992年開始，他的理想就得到逐步實現。 （页面存档备份，存于） （页面存档备份，存于）

### 擁有五條廣播頻道
1991年，新時代集團收購了温哥華的一條廣播頻道AM1470，温哥華中文電台於是即時成立。AM1470於1972年啓播，當時該頻道其中一個電台華僑之聲是當時溫哥華唯一一間粵語電台，並只於週一至週五晚上廣播。1991年被新時代集團收購後，華僑之聲被迫遷往AM1320頻率廣播。自此，溫哥華中文電台AM1470成為了華僑之聲的競爭對手，溫哥華粵語電台廣播正式進入兩台鼎立的時代。在1991年成立之時原稱温哥華中文電台AM1470，也是當時新時代集團在加國唯一一條廣播頻道，直到1997年集團收購在多倫多的AM1430後，電台隨之易名為加拿大中文電台AM1470。 （页面存档备份，存于）
1996年新時代集團向加拿大視訊委員會(CRTC)申請建立一座FM站台。申請獲批後，温哥華中文電台FM96.1於1997年9月6日啓播，是加拿大西部首家以FM頻率播放的多元文化電台。 （页面存档备份，存于）
1997年，新時代集團再收購了多倫多的一條廣播頻道AM1430（呼號：CHKT）。AM1430這個頻率早在1925年已啓播，多年來經過多次易手，本來以英語廣播。直到1997年由新時代傳媒集團收購後才改以中文廣播。這時新時代集團傳媒集團旗下的廣播電台已經横跨全國東西兩岸，於是所有頻度都被命為加拿大中文電台
同年，FM88.9(呼號：CIRV-FM)啓播，但該站台並非隸屬新時代傳媒集團；加拿大中文電台只是向該台購買部份時段來播出其節目而已，其他時段主要播放西班牙語及葡萄牙語節目。
另一方面，新時代傳媒集團與星島新聞集團於2008年聯手接管AM1540(呼號：CHIN)的中文廣播時段，並將之易名為A1中文電台。(在此之前，AM1540的中文節目是以多倫多第一台的名義播出。)與FM88.9的情況相若，A1中文電台只是向AM1540購買廣播時段，而AM1540其他時段主要播放意大利語節目。
1998年，新時代集團再收購亞伯達省卡加利的一條廣播頻道FM94.7。

### 擁有兩個中文電視台
1992年，新時代集團同時收購了加拿大東西兩岸的兩個華人電視台，分別是：
- 國泰電視(Cathay International TV)：總部在温哥華，是當時大温地區的地區性中文電視台。被收購後易名為新時代電視(Fairchild TV)並成為該台在温哥華的分台，後來也發展出城市電視在温哥華的分台。

- 加拿大中文電視台(Chinavision)：總部在多倫多，由章小蕙之父章建國在1983年所創辦[10]，是當時加拿大的全國性中文電視台被收購後易名為城市電視(Talentvision)並成為該台在多倫多的分台，後來也發展出新時代電視在多倫多的分台。 （页面存档备份，存于）

### 娛樂雜誌和網络公司
1994年集團出版娛樂生活雜誌(Popular Lifestyle & Entertainment Magazine)，發行地區包括加西版本的大温哥華地區、卡加利、愛民頓和加東版本的大多倫多地區、滿地可和渥太華。 
2000年，領先網络公司(eSeeNet.com Ltd.)正式加入集團。領先網络公司是1995年成立的。

### 收支平衡和獲得支持
由於馮永發擁有多年營商的學歷和經驗，再加上人脈的支持，其所有傳媒上的業務直到目前為止都是蒸蒸日上，無論觀眾、聽眾和廣告商都比所有競爭對手領先很多。最明顯的例子是旗下電視業務；在未被收購之前，國泰電視、加拿大中文電視台兩台歷盡多年虧蝕，都已經奄奄一息，但一被馮永發旗下收購，三個月後便能收支平衡。因為其父馮景禧以前曾經是香港無綫電視的股東，因利承便，他邀請與他熟悉的無綫電視入股新時代電視就使其電視台更具可觀性和更受歡迎。本來馮永發和無綫電視合股各持50%，但後來因為加拿大政府對廣播公司之政策規定，不許海外公司持股太多，最後改為馮佔80%，TVB佔20%。

### 成立電影公司
馮永發在2005年成立了一家新時代國際電影公司(Fairchild Films International)。並拍攝了一齣西片《影月情缘》(Paper Moon Affair)。大部分外景都在大温地區的寶雲島(Bowen Island)拍攝。
- 監制、策劃兼故事創作:
  - 馮永發
- 導演：
  - Gary Yates--加籍導演
- 主演：
  - 清水美砂(Misa Shimizu)--日籍女演員
  - Brendan Fletcher)--加籍男演員
  - 尊龍(John Lone)--美籍華裔男演員

 （页面存档备份，存于） （页面存档备份，存于）

### 曾考慮收購香港無綫電視
2006年，邵氏和無綫電視大股東邵逸夫疑售出大部分股份，當時香港有傳媒傳聞馮永發會聯同新鴻基集團的郭氏三兄弟聯手收購。 （页面存档备份，存于） 馮永發後來在陳志雲《志雲飯局》的訪問中透露，當時確實曾有討論過，但計劃最後由於太太陳文苓不想回流香港而擱置。
 （页面存档备份，存于）
 （页面存档备份，存于）

## 成立飛行訓練學校
馮永發在2008年與一位温哥華的白人飛機師Micheal Peare合作成立了一家飛行訓練學校Sealand Air Flight Centre。馮永發負責財政上的開資，而白人飛機師Micheal Peare則負責行政上的工作。
 （页面存档备份，存于） （页面存档备份，存于）
 （页面存档备份，存于）

## 獎項或榮譽
- 1998年--被譽為《1998年度卑詩省25個最具影響力的卑詩省民》之一--(温哥華大陽報/The Vancouver Sun) （页面存档备份，存于）
- 1998年--旗下的新時代傳媒集團被選為《1998年度安大畧省4大最佳商業大獎/Business Achievement Award》--(Richmond Hill Chamber of Commerce in Ontario) （页面存档备份，存于） （页面存档备份，存于）
- 2003年--被譽為《2003年度50個最受關注加拿大人/The Power 50》之一--(加拿大麥其連雜誌/Maclean's Magazine) （页面存档备份，存于）
- 2005年--被譽為《2005年度加拿大50個最具影響力知名人士/The Power 50》之一--(温哥華雜誌/Vancouver Magazine) （页面存档备份，存于）
- 2006年--被譽為《2006年度加拿大50個最具影響力知名人士/The Power 50》之一--(温哥華雜誌/Vancouver Magazine) （页面存档备份，存于）
- 2006年--被評為《2006年度卑詩省100個傑出華人榜》之一--(温哥華大陽報/The Vancouver Sun) （页面存档备份，存于） （页面存档备份，存于）
- 2007年--被當時加拿大聯邦政府的國際貿易部長艾民信(David Emerson)委任為《全國國際貿易策略傾顧問》--加拿大聯邦政府  （页面存档备份，存于）
- 2007年--被譽為《2007年度加拿大50個最具影響力知名人士/The Power 50》之一--(温哥華雜誌/Vancouver Magazine) （页面存档备份，存于）
- 2008年--被譽為《2008年度加拿大50個最具影響力知名人士/The Power 50》之一--(温哥華雜誌/Vancouver Magazine) （页面存档备份，存于） （页面存档备份，存于）
- 2008年--獲得《2008年度温哥華最佳商業領導才能獎/Spirt of Vancouver Leadership Award》--(温哥華貿易局/Vancouver Board of Trade) （页面存档备份，存于） （页面存档备份，存于） （页面存档备份，存于）
- 2008年--接受成為電視節目《志雲飯局》節目嘉賓。是第一個被該節目訪問的加拿大商人--(香港無綫電視)

 （页面存档备份，存于）

## 外部連結
- 香港無綫電視節目《志雲飯局》訪問馮永發視頻 （页面存档备份，存于）
- 加拿大新時代集團歷年新聞 （页面存档备份，存于）
- 加拿大新時代集團官方網頁 （页面存档备份，存于）
- 時代坊官方網頁馮永發之介紹